# Arvi Pohjanpää
Arvi Pohjanpää (n. 10 iulie 1887, Helsingfors, Imperiul Rus – d. 21 decembrie 1959, Helsingfors, Finlanda) a fost un avocat ce a reprezentat Finlanda, medaliat olimpic. A participat la o ediție a Jocurilor Olimpice (1908) în care a câștigat o medalie de bronz.

## Participări
Lista de mai jos prezintă principalele competiții la care a participat Arvi Pohjanpää de-a lungul carierei.
- Jocurile Olimpice de vară din 1908